# Les Mateirons (funiculaire d'Évian)
Les Mateirons est une gare intermédiaire du funiculaire d'Évian-les-Bains, à cheval sur les communes d'Évian-les-Bains et de Neuvecelle en Haute-Savoie.

## Situation
La station est située en surface entre le chemin de Chez Constantin et celui du Nant d'Enfer. Elle est géographiquement à cheval sur les communes d'Évian-les-Bains et de Neuvecelle.

## Histoire
La création de cette station remonte à 1911 quand la société des Bains d'Évian, alors propriétaire de la ligne, décide de la prolonger jusqu'à Neuvecelle et engage ainsi les travaux en ce sens, pour une mise en service en 1912.
La station été construite dans le but de desservir un programme immobilier qui n'a finalement jamais vu le jour.
La ligne et par conséquent la station ferment en 1969, victime du déclin du thermalisme.
La station fait l'objet d'une inscription au titre des monuments historiques par arrêté du 28 décembre 1984,.
Tout comme l'ensemble de la ligne, la station est rénovée et rouverte le 21 juin 2002, 33 ans après sa fermeture.

## Services aux voyageurs

### Accès
La station dispose d'une entrée par quai :
- pour le quai est : depuis le chemin de Chez Constantin, qui prolonge l'avenue des Mateirons dont la station tire son nom ;
- pour le quai ouest : depuis le chemin du Nant d'Enfer qui débouche sur l'avenue des Mateirons.

### Quais
Construite en surface, la station dispose de deux quais en escaliers, un par sens ; le quai côté est dispose d'une marquise ajoutée en 2002 lors de la rénovation mais construite tout en respectant le style de l'époque. L'accès au compartiment supérieur des cabines aux personnes à mobilité réduite est assuré sans rampe de par la configuration de l'accès à la station.

### Intermodalité
La station n'offre aucune correspondance à proximité.

## À proximité
- L'Hôtel Royal, dont elle est devenue au fil du temps la station « officielle » au détriment de la station Royal-Hôtel[1].